# Dirce Reis
Dirce Reis este un oraș în São Paulo (SP), Brazilia.